# Hippolyte Thomé de Kéridec
Pour les articles homonymes, voir Thomé.
Hippolyte Thomé de Kéridec est un homme politique français né le 12 août 1804 à Hennebont (Morbihan) et décédé le 14 avril 1878 à Versailles (Seine-et-Oise). Il est notamment député du Morbihan.

## Biographie
Entré dans la magistrature en 1826, il refuse de prêter serment à Louis-Philippe et démissionne. Membre actif du parti légitimiste, il est élu conseiller général et député du Morbihan en 1849. Opposant au Second Empire, il est brièvement emprisonné au moment du Coup d'État du 2 décembre 1851.
En 1871, il est réélu député légitimiste du Morbihan, et en 1876, il est sénateur. Il meurt en cours de mandat, en 1878.

## Sources
- « Hippolyte Thomé de Kéridec », dans Adolphe Robert et Gaston Cougny, Dictionnaire des parlementaires français, Edgar Bourloton, 1889-1891 [détail de l’édition]